# Dan (arti marziali)
Dan (段?, livello, grado) è un termine giapponese che, nell'ambito del sistema di valutazione Dan-i, identifica i diversi livelli di abilità o d'esperienza che si possono acquisire in una disciplina, principalmente nelle arti marziali.

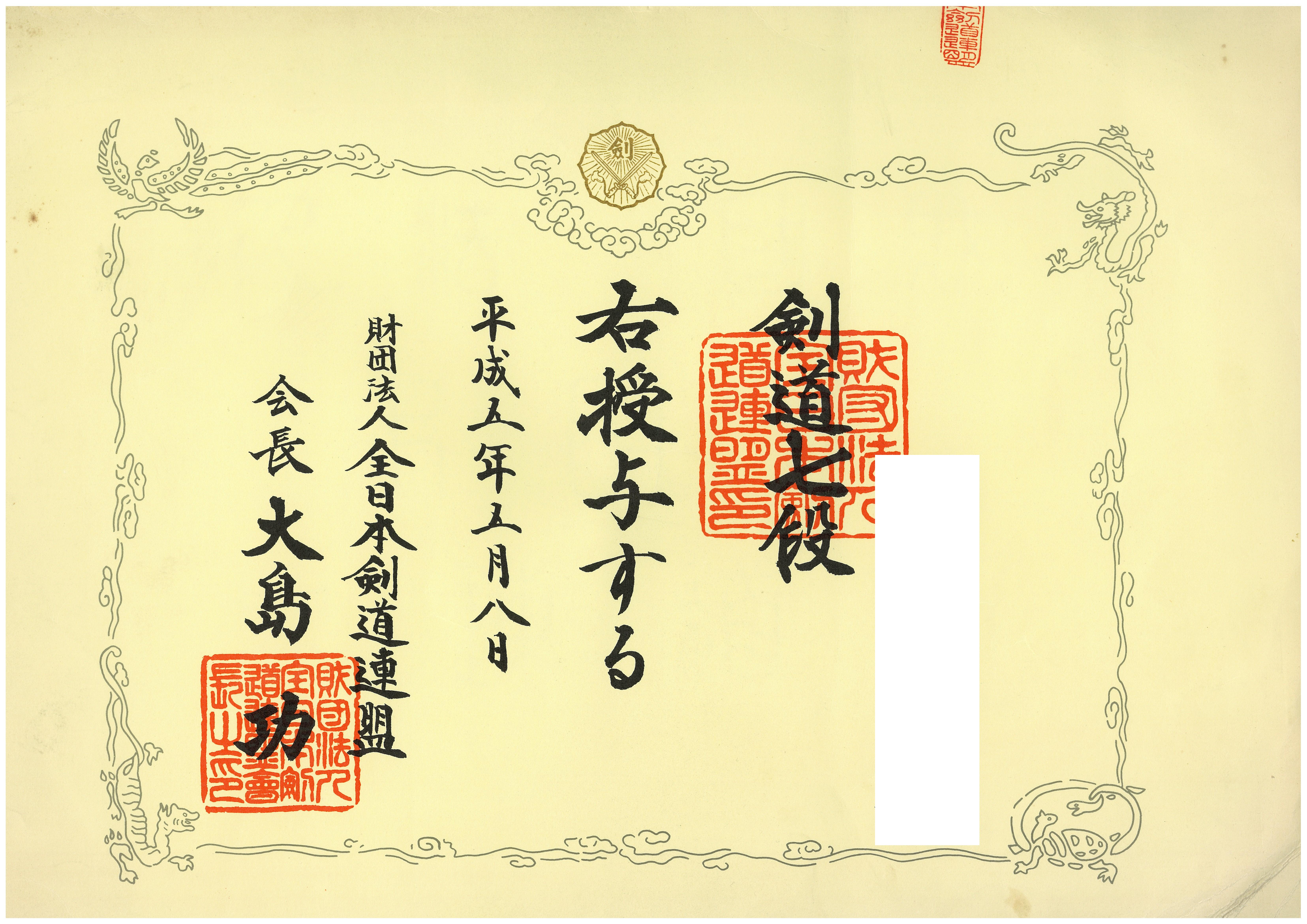
Diploma di 7° Dan in Kendō

Il termine Dan viene utilizzato anche in altre pratiche tradizionali giapponesi come l'ikebana, il go o la cerimonia del tè.
Le regole base per l'ottenimento dei dan:
1. I livelli possibili sono tradizionalmente in ordine crescente di abilità dal primo al decimo.
2. Il primo dan corrisponde al momento in cui, nelle scuole tradizionali, il candidato all'apprendistato finisce il suo periodo di prova e viene considerato come degno di ricevere il vero insegnamento. Parlando in senso stretto, il primo dan è il grado di debuttante, mentre il decimo dan è in generale riservato al fondatore dell'arte marziale, e non può essere conferito se non da lui stesso. Questa situazione ha portato alla scomparsa di questo grado da alcune arti marziali.
3. I primi dan possono essere generalmente ottenuti conquistando una sufficiente quantità di punti nelle competizioni ufficiali oppure sostenendo degli esami.
4. I gradi più elevati richiedono anni ed anni di esperienza e tramite l'insegnamento o la ricerca occorre fornire un importante contributo nella disciplina delle arti marziali.
5. I gradi più elevati non possono essere conferiti che dal titolare di un grado superiore rappresentante una istituzione centrale.

Prima di raggiungere il 1º grado dan occorre aver conseguito il livello kyū più alto.
Nella maggior parte delle arti marziali, la qualità di detentore di un grado dan (yūdansha) è evidenziato dall'indossare una cintura nera.

## Storia
Il sistema di classificazione e valutazione Dan-i fu ideato nel go da Honinbo Dosaku (1645–1702), un giocatore professionista di go del periodo Edo. Prima della sua invenzione, la classificazione era valutata con la comparazione degli handicap e tendeva ad essere vaga. Dosaku valutò il titolo più alto come Meijin 9º Dan. Egli fu probabilmente ispirato da un antico sistema cinese di classificazione dei gradi go (9 Pin Zhi) e da un sistema più corto di gradi (sistema dei nove gradi), anche se i numeri più bassi sono quelli di maggior valore in quei sistemi.
Il sistema di classificazione dei dan fu trasferito alle arti marziali da Kanō Jigorō (1860–1938), il fondatore del judo. Kanō partì con il sistema moderno di gradi nel 1883 quando premiò con il shodan (il grado più basso di dan) due dei suoi studenti anziani (Shirō Saigō e Tsunejirō Tomita). Precedentemente, le scuole di arti marziali premiavano meno frequentemente con licenze menkyo o pergamene segrete.

### Nelle arti marziali giapponesi
In tempi moderni, un praticante di livello dan di uno stile è solitamente riconosciuto come artista marziale che ha superato i kyū, o i gradi basilari. Essi, possono diventare anche degli istruttori autorizzati nelle loro arte. In molti stili, tuttavia, il raggiungimento di un livello dan significa che uno non è più da considerarsi un principiante, ma non è neanche un esperto. Più che altro significa che uno ha imparato le basi.
Il numero totale di gradi dan è specifico dello stile (dal 1° fino al 5° e dal 1° fino al 10° sono comuni nelle arti marziali giapponesi). I livelli di dan inferiori possono normalmente essere raggiunti attraverso un esame o, alle volte, mediante una competizione. I livelli più elevati di dan richiedono anni di esperienza ed il contributo alla relativa arte marziale moderna.
Questo può avvenire attraverso l'insegnamento o la ricerca e la pubblicazione. Questi livelli possono solamente essere assegnati da graduati elevati rappresentanti principali del dojo o, talvolta da un comitato direttivo.

### Gradi in giapponese
Molte arti marziali usano tra il I ed in X dan i seguenti gradi:
| Grado            | 1º Dan | 2º Dan    | 3º Dan    | 4º Dan | 5º Dan    | 6º Dan  | 7º Dan    | 8º Dan   | 9º Dan | 10º Dan |
| Traslitterazione | Shodan | Nidan     | Sandan    | Yondan | Godan     | Rokudan | Shichidan | Hachidan | Kudan  | Jūdan   |
| Giapponese       | 初段   | 二段/弐段 | 三段/参段 | 四段   | 五段/伍段 | 六段    | 七段      | 八段     | 九段   | 十段    |

In alcune arti marziali le cinture nere vengono indossate in ogni livello di dan. In altre, invece, per il grado più alto (10º dan) si indossa una cintura di colore rosso. Nel Judo, dal 6º all'8º dan si indossa una cintura con colori rosso e bianco, mentre dal 9º al 10º si indossa la sola cintura rossa.

### Arti marziali coreane

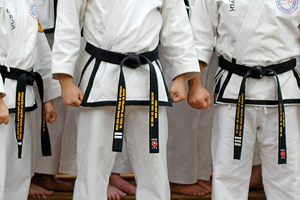
Alcune scuole di arti marziali coreane usano ricamare delle barre per denotare i differenti gradi di dan, come mostrato nelle cinture di cui sopra 1º, 2º e 3º dan

Nelle arti marziali coreane mancava un sistema di classificazione dei gradi sino all'occupazione giapponese (1910–1945) durante la quale una varietà di arti marziali giapponesi furono introdotte nel sistema scolastico coreano, in particolare judo karate - do e kendo. Dopo la fine dell'occupazione emersero nuove arti marziali taekwondo, tang soo do, soo bahk do e hapkido adottando i gradi di dan (단, 段) e geup (급, 級). Il sistema di classificazione dei dan è anche usato fra i giocatori di baduk. Oggigiorno, la Korea Taekkyon Association rilascia i gradi di dan anche ai praticanti di taekkyeon.
Chi ha ricevuto un grado dan viene chiamato yudanja (유단자, 有段者). Qualcuno che ha ricevuto un "elevato" dan (dal 6° Dan in su) è chiamato "godanja" (고단자, 高段者).